# 埃伦贝格 (图林根州)
埃伦贝格（德語：Ehrenberg）是德国图林根州的市镇，隶属于希尔德布格豪森县。总面积为2.08平方千米，截至2023年12月31日总人口为187人。